# Närpes prosteri
Närpes prosteri är ett prosteri inom Borgå stift i Finland. Det leds 2018-22 av kontraktsprosten, kyrkoherde Tom Ingvesgård.

## Församlingar inom prosteriet
- Korsnäs församling
- Kristinestads svenska församling
- Närpes församling